# Text mining
Text mining (eksploracja tekstu) – ogólna nazwa metod eksploracji danych służących do wydobywania
danych z tekstu i ich późniejszej obróbki.
Metody text mining stosowane są np. do statystycznego przetwarzania:
- artykułów prasowych
- wiadomości poczty elektronicznej
- otwartych odpowiedzi na pytania ankietowe
- opisów dolegliwości, podawanych przez pacjentów
- komentarzy do sesji giełdowych i zdarzeń dotyczące spółek
- życiorysów zawodowych i listów motywacyjnych
- tekstów reklamacji konsumenckich

Text mining może polegać na znalezieniu kluczowych fraz, zdań, które zostają następnie zakodowane pod postacią zmiennych numerycznych. Później stosuje się metody statystyki i eksploracji danych w celu odkrycia zależności pomiędzy zmiennymi. Ze względu na to, że powstające zmienne są zwykle nominalne, szczególnie użyteczna jest analiza koszykowa.